# La Lira
La Lira är en ort i Mexiko.   Den ligger i kommunen Pedro Escobedo och delstaten Querétaro Arteaga, i den centrala delen av landet, 160 km nordväst om huvudstaden Mexico City. La Lira ligger 1 921 meter över havet och antalet invånare är 5 328.
Terrängen runt La Lira är platt åt nordost, men åt sydväst är den kuperad. Runt La Lira är det ganska tätbefolkat, med 222 invånare per kvadratkilometer. Närmaste större samhälle är San Juan del Río, 19,8 km sydost om La Lira. Trakten runt La Lira består till största delen av jordbruksmark.